# Museo Marítimo del Egeo
El Museo Marítimo del Egeo (en griego: Ναυτικό Μουσείο Αιγαίου, romanizado: Naftikó Mouseío Aigaíou) es un museo marítimo en Miconos, en la isla de Miconos, en Grecia. Alberga la historia marítima de la región del mar Egeo y, en particular, la historia y las tradiciones de la flota mercante.
El museo se fundó en 1983 y se inauguró en 1985. Se encuentra en el centro de la ciudad de Miconos, en una casa tradicional del siglo XIX.

## Colecciones
El museo presenta la historia marítima de la región del Egeo desde la antigüedad hasta nuestros días. Sus colecciones incluyen objetos marítimos, instrumentos de navegación, maquetas de barcos y mapas, así como dibujos, fotografías y otros documentos. En el jardín del museo hay antiguas lápidas funerarias de Miconos y Delos, que hablan de naufragios.

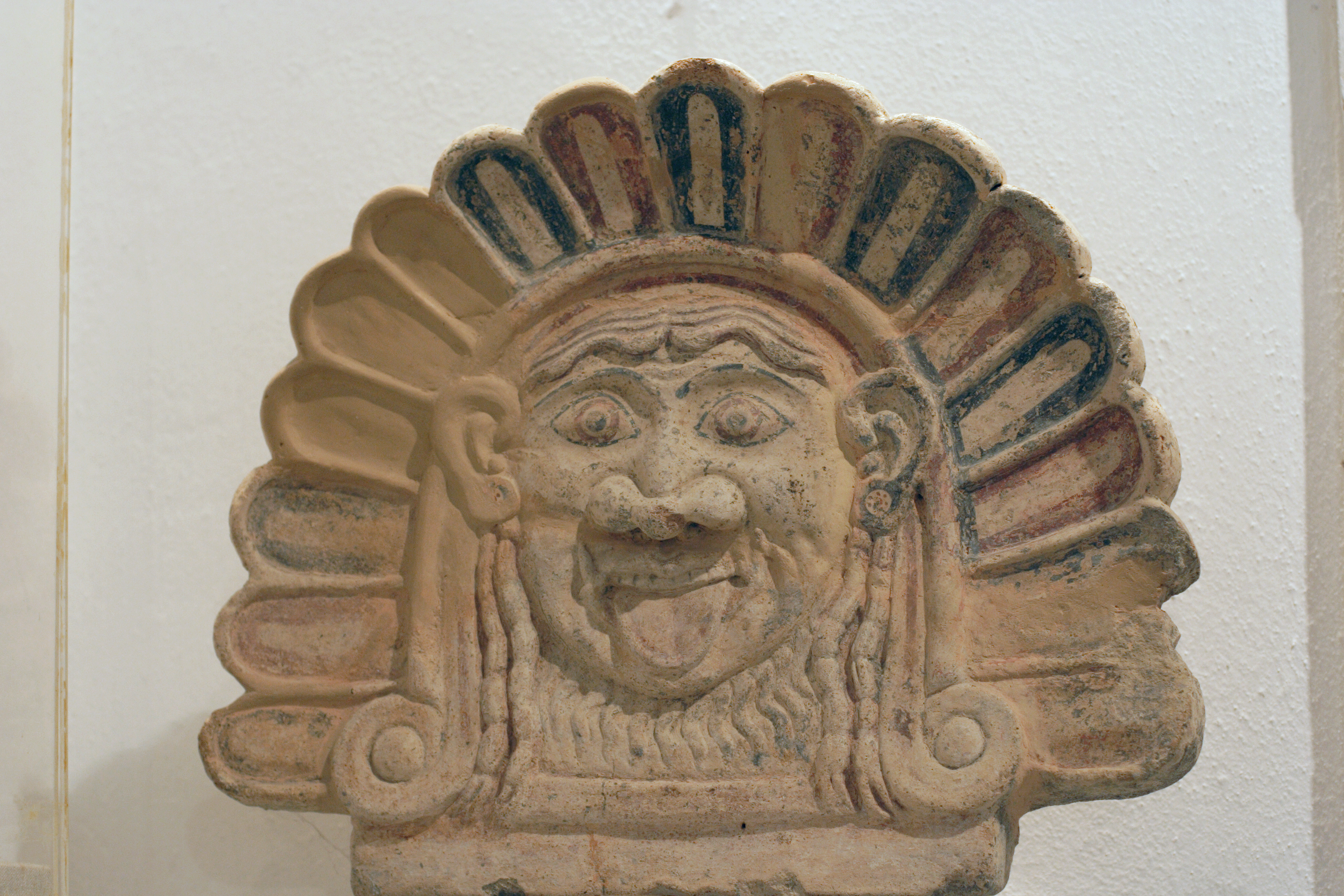
Antefija, siglo VI a. C.
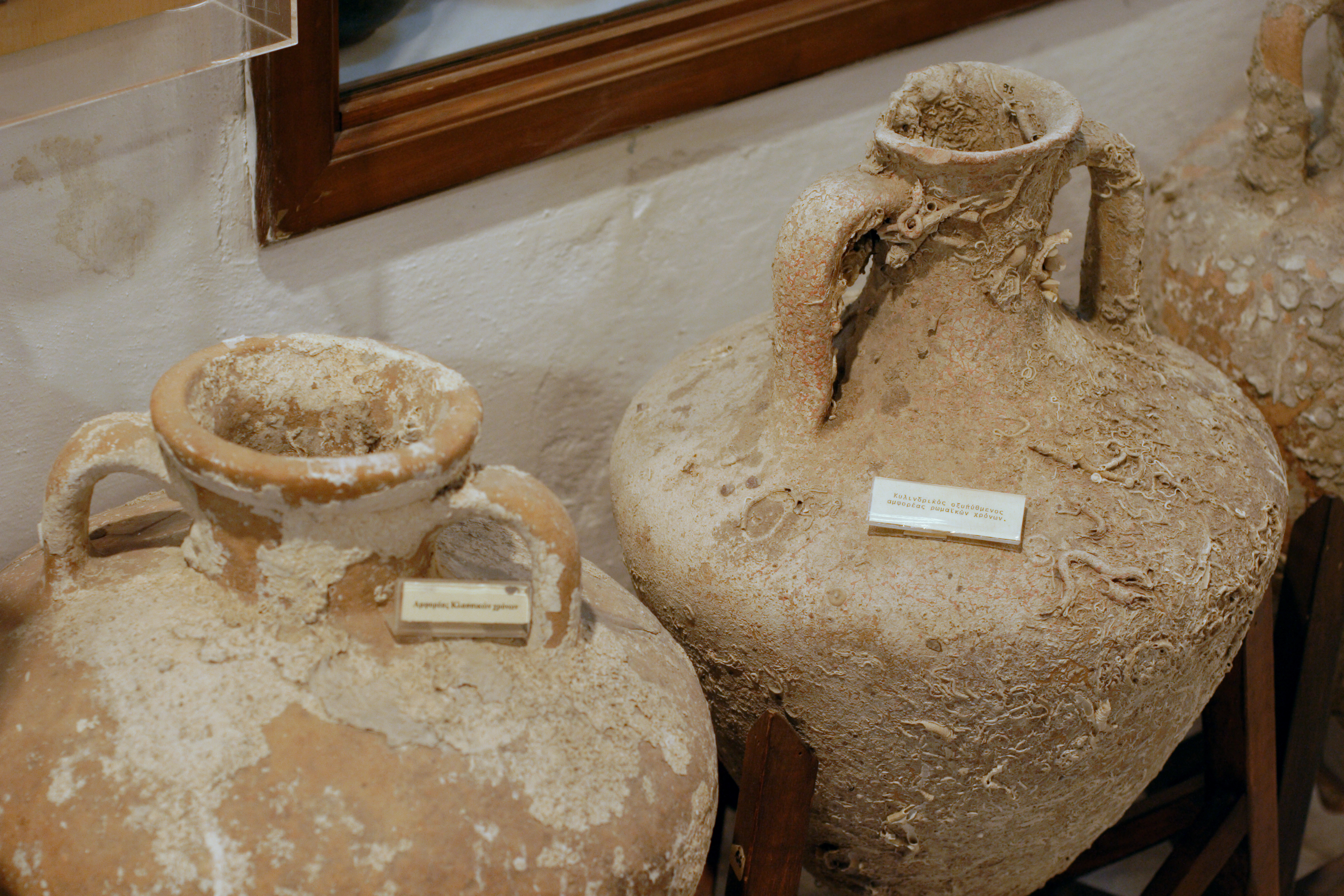
Ánfora, época romana.
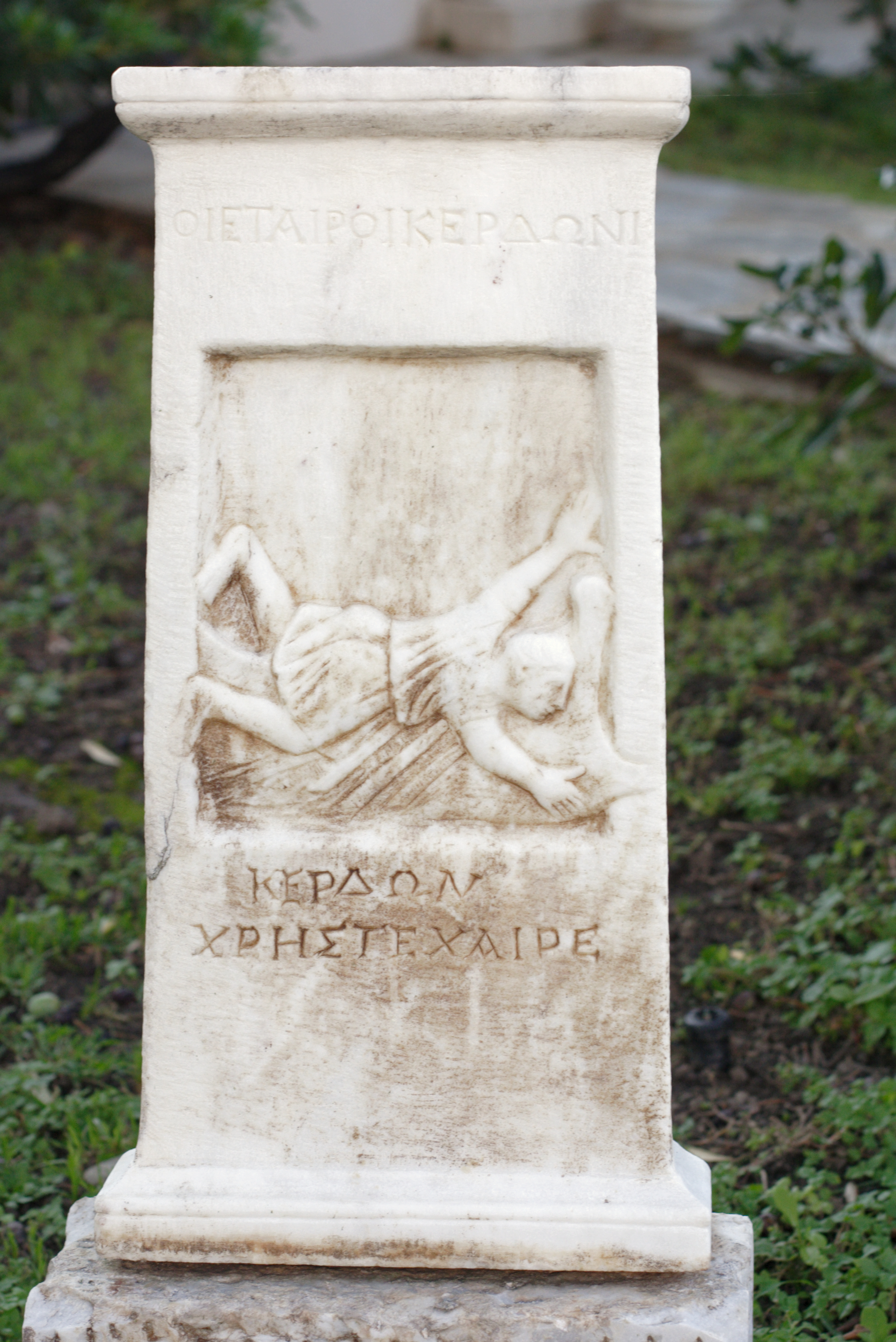
Lápida, época romana.
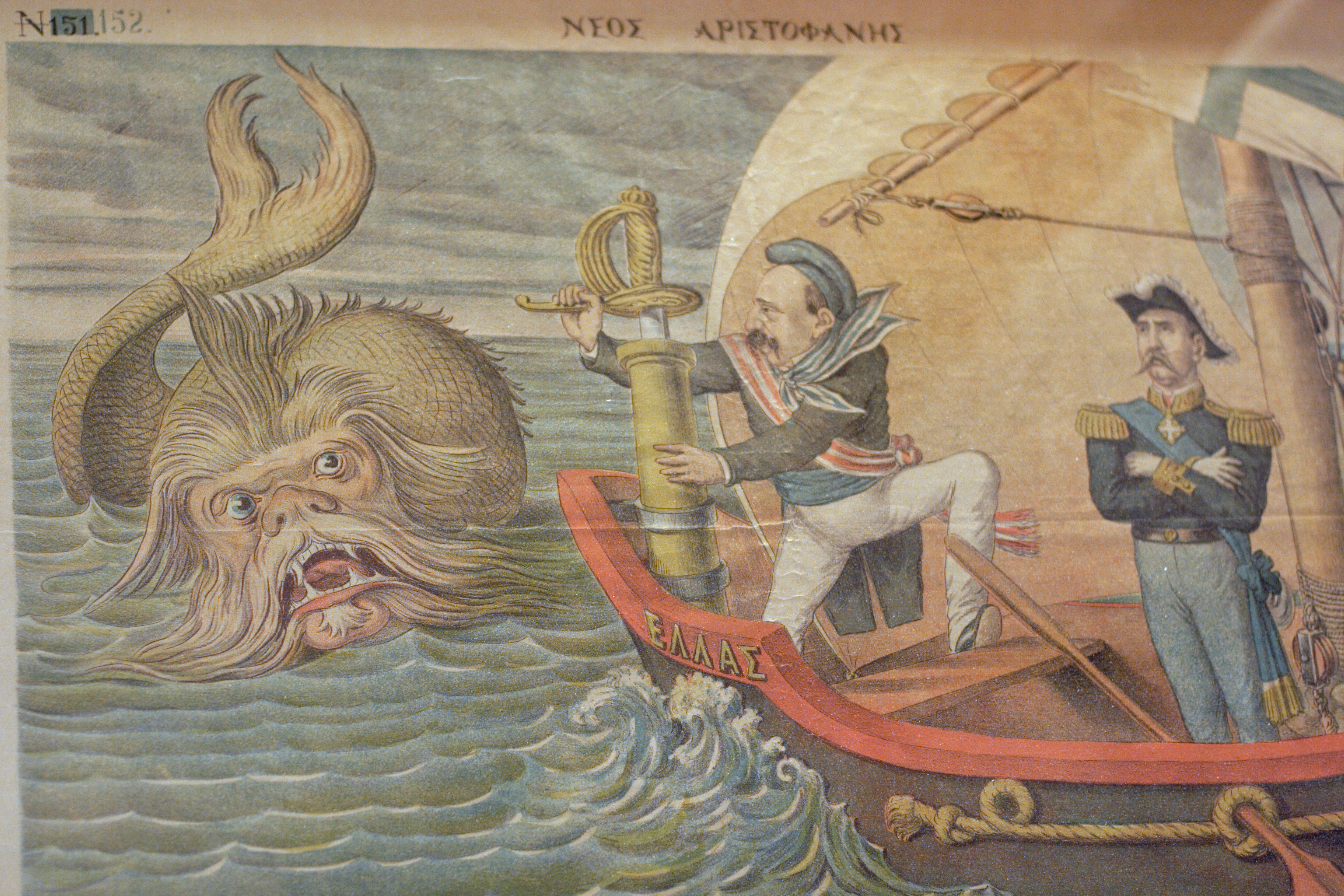
Portada de la revista satírica Néos Aristofanis del siglo XIX.
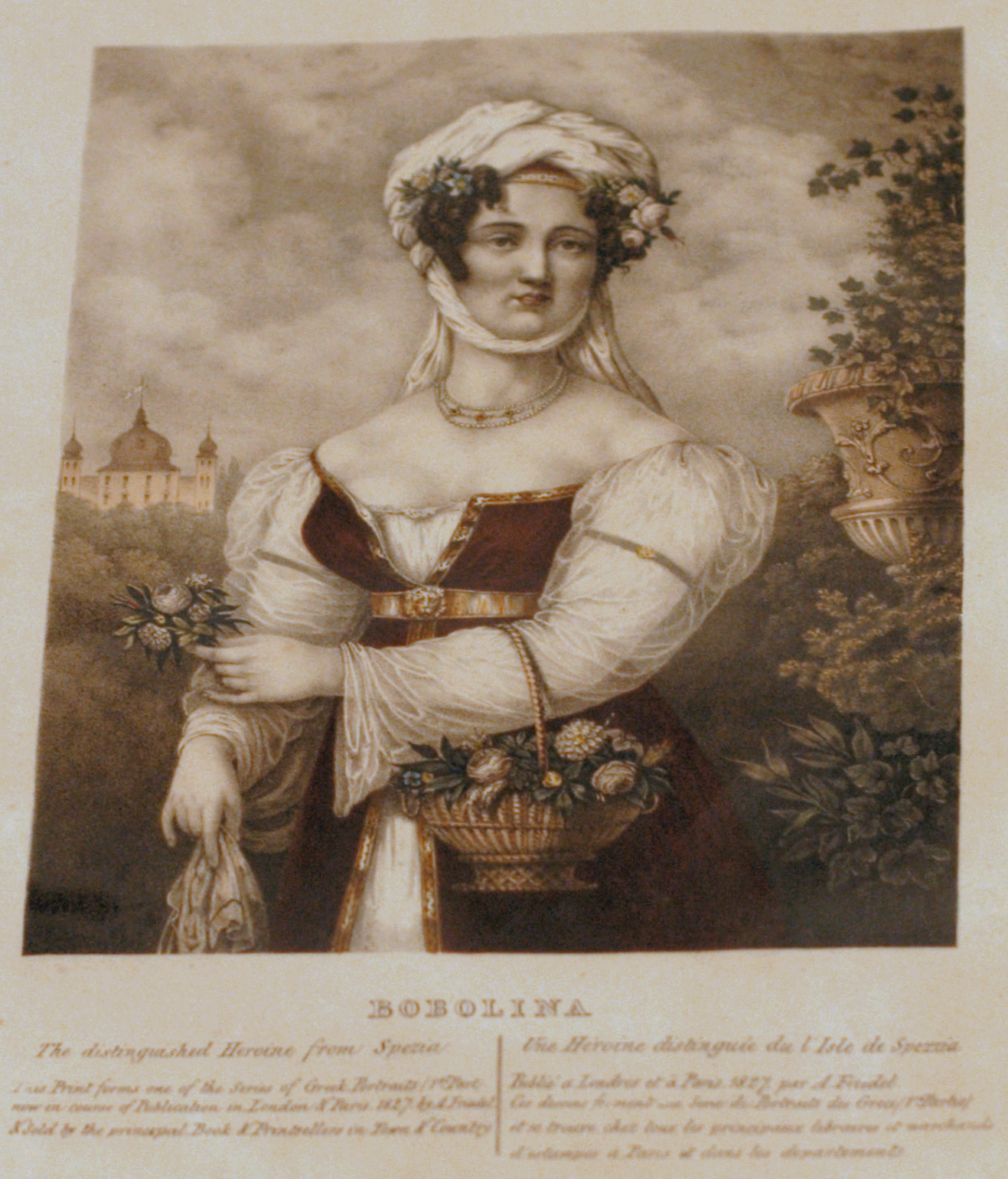
Laskarina Bubulina, heroína griega de la Guerra de Independencia de Grecia.
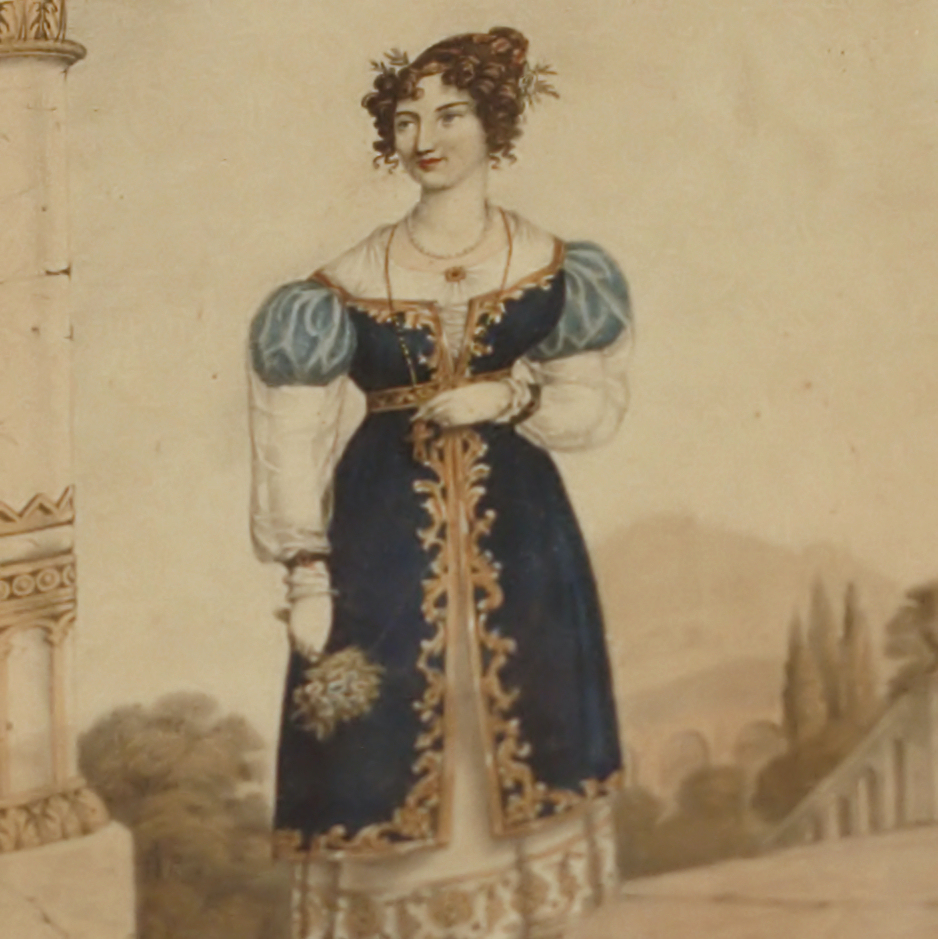
Manto Mavrogenous, comandante naval en la Guerra de Independencia de Grecia.
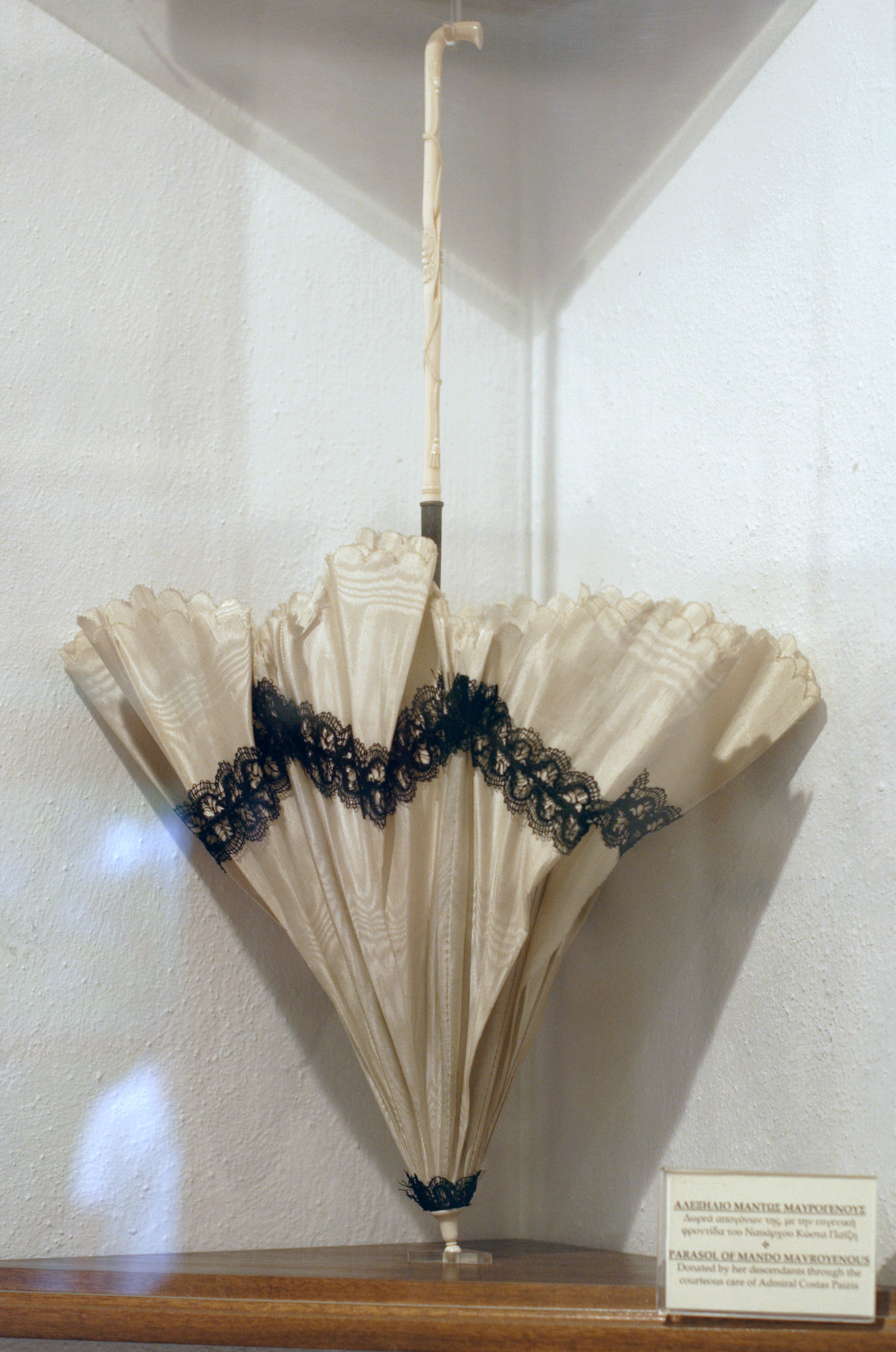
Sombrilla de Manto Mavrogenous.
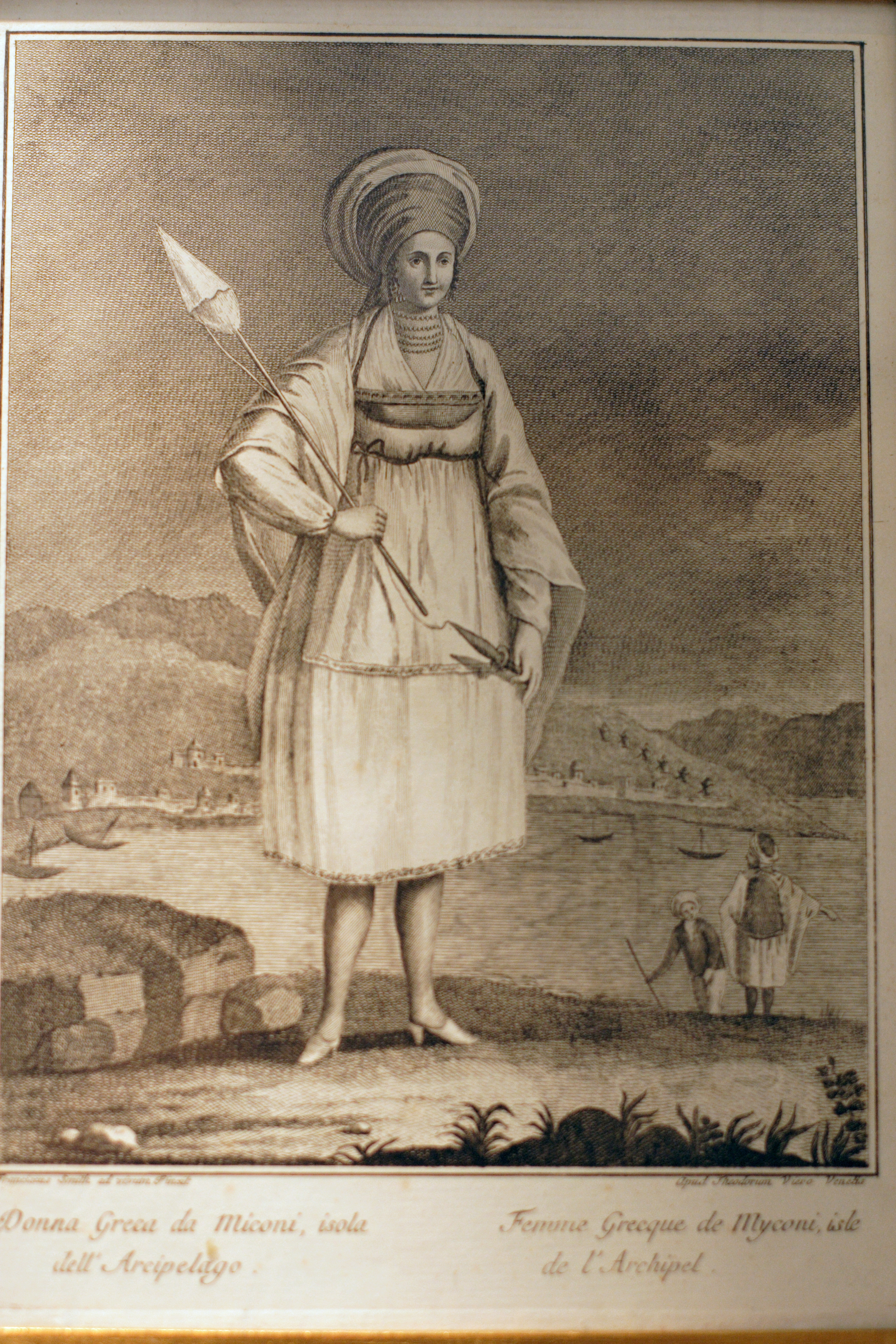
Mujer macedonia.
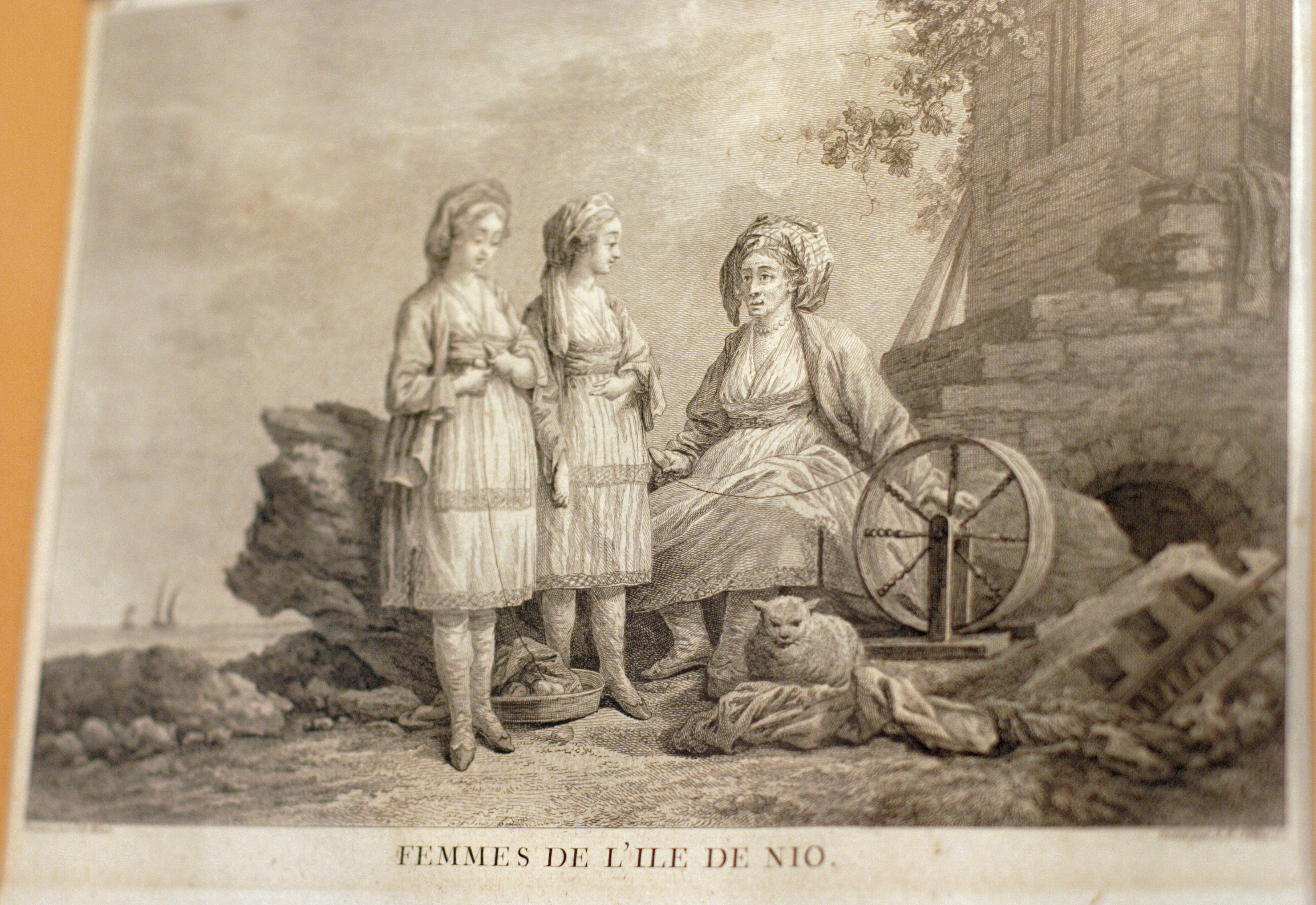
Mujeres y niñas de Íos.